# Пјацоле (Тренто)
Пјацоле је насеље у Италији у округу Тренто, региону Трентино-Јужни Тирол.
Према процени из 2011. у насељу је живело 23 становника. Насеље се налази на надморској висини од 668 м.